# Hottyapura, Honnali
Hottyapura là một làng thuộc tehsil Honnali, huyện Davanagere, bang Karnataka, Ấn Độ.